# Куру (царство)
29°16′59″ пн. ш. 78°01′59″ сх. д. / 29.283055555556° пн. ш. 78.033055555556° сх. д.
 Куру  (санскр. कुरु) — назва індоарійського племені і керованої ними держави, що існувала в ведійский період в Індії, яка пізніше стала однією з махаджанапад. Царство Куру розташовувалося в районі сучасних Харьяни і Делі і було першим політичним центром аріїв після рігведійского періоду . Саме тут почалася кодифікація та редагування ведійських текстів . На думку археологів, період царства Куру відповідає періоду археологічної культури чорної і червоної кераміки (XII — IX століття до н. е. .) та сірої писаної кераміки. Однак аналіз астрономічних даних, про які йде мова у Махабхараті, однозначно вказують на 32 ст. до н. е. У Атхарва-веді (XX.127) Парікшіта називають «царем Куру». Син Парікшіта, Джанамеджая, згадується в «Шатапатха — брахмані» і «Айтарея — брахмані». Царство Куру також часто згадується в пізньоведійській літературі .
- Раджі  Куру (згідно індійських  епосів)
- Пратіпа
- Шантану
- Чітрангада
- Бгішма
- Вічітравір'я
- Панду
- Дгрітараштра
- Дурйодгана
- Юдгітштхіра
- Парікшіт
- Джанамеджая
- Ашвамедгадатга
- Адгіма Крішна
- Нікакш